# IndieLisboa

Logo des Festivals

Das IndieLisboa ist ein portugiesisches Filmfestival des Independentfilms und findet jedes Jahr im April in Lissabon statt.

## Geschichte
Das Festival wird organisiert vom 2001 gegründeten, unabhängigen Kulturverein Zero em Comportamento („Schulnote 6 in Benehmen“). Sein Ziel war die Förderung des unabhängigen Films in Lissabon. Zu seinen organisierten Vorführungen in den ersten drei Jahren nach Gründung kamen 8.000 Menschen. Der Verein weitete seine Aktivitäten daraufhin weiter aus und wurde Mitbegründer des IndieLisboa, das nun seine Haupttätigkeit darstellt.
Das IndieLisboa – Festival Internacional de Cinema Independente de Lisboa, das „internationale Festival des unabhängigen Films in Lissabon“, wurde erstmals 2004 veranstaltet. Es ist ausgerichtet auf neue Filme und neue Regisseure aus aller Welt und ist mit weiter steigenden Besucherzahlen (2011: 33.517, 2012: 34.797) inzwischen eines der wichtigsten Festivals des Portugiesischen Films.

## Wettbewerbe und Aktivitäten
Im Festival gibt es momentan neun Wettbewerbe:
- International Competition für in Portugal ungezeigte internationale Filme, die im laufenden oder vorangegangenen Jahr fertiggestellt wurden
- National Competition für portugiesische Kurz- oder Langfilme, die im laufenden oder vorangegangenen Jahr fertiggestellt wurden
- Observatory: hier wird, außerhalb des Wettbewerbs, das Augenmerk auf wichtige neue Filme bereits bekannter Regisseure gerichtet
- Emerging Cinema für neue Trends, innovative Erzählformen und vielversprechende neue Namen des weltweiten Kinos
- World Pulse für Filme, die sich mit unserer Welt und ihrem heutigen Stand beschäftigen
- Independent Hero ist die Abteilung für die Retrospektive. Sie widmet sich denen, die sich um die Produktion von Filmen abseits des Mainstreams und um neue Wege des Kinos verdient gemacht haben. In vergangenen Jahren wurden hier Regisseure wie Shinji Aoyama, Jay Rosenblatt, Michael Glawogger, Jia Zhang-ke, Nobuhiro Suwa, Edgar Pêra, Johnnie To, José Luis Guerín, der Neue Deutsche Film, das Sundance Film Festival, das zeitgenössische argentinische Kino und der unabhängige Rumänische Film ausgezeichnet.
- IndieJunior für Kinder- und Jugendfilme, gerichtet an Altersgruppen zwischen 3 und 15 Jahren, die hier sowohl vor Festivalpublikum, als auch vor Schulklassen gezeigt werden
- Director’s Cut für kürzlich restaurierte oder wiederentdeckte Filme, die sich mit dem Thema „Kino“ befassen, künstlerisch oder historisch
- IndieMusic für überwiegend dokumentarische Filme über Musik, mehrheitlich der Pop/Rock-Independent-Szene und seiner Akteure

Darüber hinaus betreiben die Festivalorganisatoren Vorführungen von Festivalfilmen in anderen portugiesischen Städten (zwölf im Jahr 2011) und die Vorführung der portugiesischen Festivalfilme in anderen Städten (zwölf im Jahr 2011), in Paris, Bukarest, Provincetown (USA), Sankt Petersburg, Amsterdam, Kopenhagen und Bratislava. Es werden auch Diskussionsrunden und Kurse für Filmstudenten in Lissabon mit Regisseuren des Festivals organisiert, neben anderen Aktivitäten und Angeboten.

## Preisträger

### 2004
| Preise 2004                                            | Film               | Regisseur      |
| ------------------------------------------------------ | ------------------ | -------------- |
| Großer Preis der Jury / Spielfilm                      | Le Monde Vivant    | Eugène Green   |
| Großer Preis der Jury / Kurzfilm                       | Con qué la lavaré? | Maria Trenor   |
| Tobis-Preis Bester portugiesischer Film                | Lisboetas          | Sérgio Tréfaut |
| Fujifilm-Preis der Vereinigung port. Kameraleute (AIP) | A Cara que Mereces | Miguel Gomes   |
| Kritiker-Preis der Zeitung Público                     | A Cara que Mereces | Miguel Gomes   |

- Kategorie HEROES: Sundance Film Festival

### 2005
| Preise 2005                                            | Film                               | Regisseur         |
| ------------------------------------------------------ | ---------------------------------- | ----------------- |
| Großer Preis der Jury Spielfilm                        | Der Wald vor lauter Bäumen         | Maren Ade         |
| Sagres-Preta-Kurzfilm-Preis                            | Undressing my Mother               | Ken Wardrop       |
| Tobis-Preis Bester portugiesischer Film                | Adriana                            | Margarida Gil     |
| Fujifilm-Preis der AIP (Vereinigung port. Kameraleute) | Um Homem                           | Laurent Simões    |
| RTP2-Preis                                             | Undressing my Mother               | Ken Wardrop       |
| RTP2-Preis                                             | Fare Bene Mikles                   | Christian Angeli  |
| RTP2-Preis / Besondere Erwähnung                       | Compassos de Espera                | Pedro Paiva       |
| Amnesty-International-Award                            | Noord Korea, Een Dag Nit Wet Leven | Pieter Fleury     |
| Jameson-Publikumspreis Bester Film                     | Private                            | Saverio Constanzo |
| Jameson-Publikumspreis Bester Kurzfilm                 | Hjemmerkamp                        | Martin Lund       |
| IndieJunior-Preis                                      | Flatlife                           | Jonas Geirnaert   |

- Kategorie HEROES: Jia Zhangke

### 2006
| Preise 2006                                             | Film                                                 | Regisseur                    |
| ------------------------------------------------------- | ---------------------------------------------------- | ---------------------------- |
| Großer Preis der Jury Spielfilm                         | Play                                                 | Alicia Scherson              |
| Großer Preis der Jury Kurzfilm                          | Du Soleil en Hiver                                   | Samuel Collardey             |
| Besondere Erwähnung Spielfilm                           | Moartea Domnului Lazarescu                           | Cristi Puiu                  |
| Restart Award bester portugiesischer Kurzfilm-Regisseur | Pé na Terra                                          | João Vladimiro               |
| Besondere Erwähnung Kurzfilm                            | Stuart                                               | Zepe (José Pedro Cavalheiro) |
| Besondere Erwähnung Kurzfilm                            | 1 Clé Pour 2                                         | Delphine Noels               |
| Tobis-Preis Bester Portugiesischer Film                 | Movimentos Perpétuos – Cine-Tributo a Carlos Paredes | Edgar Pêra                   |
| FIPRESCI-Preis                                          | Mang Zhong                                           | Zhang Lu                     |
| RTP2-Preis                                              | Antonio’s Breakfast                                  | Daniel Mullay                |
| RTP2-Preis                                              | Aldrig som första gangen                             | Jonas Odell                  |
| RTP2-Preis                                              | La Plaine                                            | Roland Edzard                |
| RTP2-Preis                                              | Rabbit                                               | Run Wrake                    |
| RTP2 Besondere Erwähnung                                | Blockade                                             | Sergei Loznitsa              |
| Amnesty International Award                             | Pavee Lackeen                                        | Perry Ogden                  |
| Amnesty International Besondere Erwähnung               | La Femme Seule                                       | Brahim Fritah                |
| Johnnie Walker Publikumspreis Bester Kurzfilm           | Movimentos Perpétuos – Cine-Tributo a Carlos Paredes | Edgar Pêra                   |
| Johnnie Walker Publikumspreis Bester Kurzfilm           | Aldrig som första gangen                             | Jonas Odell                  |
| IndieJunior-Preis                                       | The Zit                                              | Mike Blum                    |

Kategorie HEROES: Edgar Pêra

### 2007
| Preise 2007                                             | Film                                   | Regisseur         |
| ------------------------------------------------------- | -------------------------------------- | ----------------- |
| Großer Preis der Jury / Spielfilm                       | El Amarillo                            | Sergio Mazza      |
| Großer Preis der Jury                                   | Love Conquers All                      | Tan Chui Mui      |
| Großer Preis der Jury / Kurzfilm                        | Lampa Cu Caciula                       | Radu Jude         |
| Besondere Erwähnung der Jury / Kurzfilm                 | Plac                                   | Ana Husman        |
| Preis der Verleiher                                     | Pas Douce                              | Jeanne Waltz      |
| Tobis-Preis Bester portugiesischer Film                 | Balaou                                 | Gonçalo Tocha     |
| Tobis-Preis Bester portugiesischer Kurzfilm             | Excursão                               | Leonor Noivo      |
| Restart Award bester portugiesischer Kurzfilm-Regisseur | Primeiro Voo                           | Nuno Bernardo     |
| Fujifilm-Preis der AIP (Vereinigung port. Kameraleute)  | Balaou                                 | Gonçalo Tocha     |
| RTP2-Preis                                              | Adults Only                            | Yeo Joon Han      |
| RTP2-Preis                                              | Bugcrush                               | Carter Smith      |
| RTP2-Preis                                              | Le Coude de Kiyumi, le Genou de Sayuru | Sayuru & Kiyumi   |
| RTP2-Preis                                              | Bayrak                                 | Köken Ergun       |
| RTP2 Besondere Erwähnung                                | Excursão                               | Leonor Noivo      |
| Johnnie Walker-Publikumspreis Bester Kurzfilm           | Voyage en Sol Majeur                   | Georgi Lazarevski |
| FIPRESCI-Preis                                          | Farväl Falkenberg                      | Jesper Ganslandt  |
| Amnesty International Award                             | Niwemang (Half Moon)                   | Bahman Ghobadi    |
| Besondere Erwähnung                                     | No Day Off                             | Eric Khoo         |
| IndieJunior-Preis                                       | A Sunny Day                            | Gil Alkabetz      |

- Kategorie HEROES: Shinji Aoyama

### 2008
| Preise 2008                                                           | Film                                 | Regisseur                          |
| --------------------------------------------------------------------- | ------------------------------------ | ---------------------------------- |
| Großer Preis der Jury / Spielfilm                                     | Wonderful Town                       | Aditya Assarat                     |
| Besondere Erwähnung                                                   | Ye Che                               | Diao Yinan                         |
| LG-Preis / Kurzfilm                                                   | One Day                              | Ditte Haarløv Johnsen              |
| Besondere Erwähnung                                                   | Interior. Scara de Bloc              | Ciprian Alexandrescu               |
| Besondere Erwähnung                                                   | Det Visner                           | Petter Napstad                     |
| Besondere Erwähnung                                                   | Don Robertos Skugga                  | Håkan Engström, Juan Diego Spoerer |
| FIPRESCI-Preis und Preis der Verleiher                                | Momma’s Man                          | Azazel Jacobs                      |
| Tobis-Preis Bester portugiesischer Film                               | Via de Acesso                        | Nathalie Mansoux                   |
| Besondere Erwähnung                                                   | Import Export                        | Ulrich Seidl                       |
| Restart Award bester portugiesischer Kurzfilm-Regisseur               | Cândido                              | Zepe (José Pedro Cavalheiro)       |
| Fujifilm-Preis der AIP (Vereinigung port.Kameraleute)                 | Superfície                           | Rui Xavier                         |
| Fnac-Preis Neue Talente                                               | Outside                              | Sergio Cruz                        |
| RTP2-Preis                                                            | Türelem                              | Lázló Nemes                        |
| RTP2-Preis                                                            | Yours Truly                          | Osbert Parker                      |
| RTP2-Preis                                                            | Boulevard l’Océan                    | Céline Novel                       |
| RTP2-Preis                                                            | Irinka et Sandrinka                  | Sandrine Stoïanov                  |
| RTP2-Preis                                                            | My Olympic Summer                    | Daniel Robin                       |
| LG-Preis Bester portugiesischer Kurzfilm und RTP2/Besondere Erwähnung | Paisagem Urbana com Rapariga e Avião | João Figueiras                     |
| Amnesty International Award und Besondere Erwähnung                   | Don Robertos Skugga                  | Håkan Engström, Juan Diego Spoerer |
| Amnesty International Besondere Erwähnung                             | Terra Sonâmbula                      | Teresa Prata                       |
| IndieJunior-Preis                                                     | New Boy                              | Stephanie Greene                   |
| Besondere Erwähnung                                                   | Shaun the Sheep: Still Life          | Richard Goleszowski                |
| Johnnie Walker Publikums-Preis Bester Film und Besondere Erwähnung    | Terra Sonâmbula                      | Teresa Prata                       |
| Johnnie Walker Publikums-Preis Bester Kurzfilm                        | Isabelle au Bois Dormant             | Claude Cloutier                    |
| TMN-IndieJunior-Publikums-Preis                                       | Son of Rambow                        | Garth Jennings                     |

- Kategorie HEROES: Johnnie To

### 2009
| Preise 2009                                             | Film                                                          | Regisseur           |
| ------------------------------------------------------- | ------------------------------------------------------------- | ------------------- |
| Großer Preis der Jury / Spielfilm                       | Ballast                                                       | Lance Hammer        |
| Tobis-Preis Bester portugiesischer Film                 | Ruínas                                                        | Manuel Mozos        |
| Verleiher-Preis                                         | Zha Lai Nur Er                                                | Zhao Ye             |
| Großer Preis der Jury / Kurzfilm                        | Kempinski                                                     | Neil Beloufa        |
| Besondere Erwähnung                                     | It’s Nick’s Birthday                                          | Graeme Cole         |
| Besondere Erwähnung                                     | Bernadette                                                    | Duncan Campbell     |
| Jury-Preis Bester Portugiesischer Kurzfilm              | Arena                                                         | João Salaviza       |
| Restart Award bester portugiesischer Kurzfilm-Regisseur | Pássaros                                                      | Filipe Abranches    |
| Fnac-Preis Neue Talente                                 | Visionary Iraq                                                | Benjamin Crotty     |
| Preis der AIP (Vereinigung port. Kameraleute)           | Alasca                                                        | Miguel Seabra Lopes |
| RTP2-Preis                                              | Terra y Pan                                                   | Carlos Armella      |
| RTP2-Preis                                              | The Herd                                                      | Ken Wardrop         |
| RTP2-Preis                                              | Dix                                                           | BIF                 |
| RTP2-Preis                                              | Balladen om Marie Nord och Hennes Klienter                    | Alexander Onofri    |
| RTP2-Preis                                              | Smáfuglar                                                     | Rúnar Rúnarsson     |
| FIPRESCI-Preis                                          | Cea mai fericita fata din lume                                | Radu Jude           |
| Amnesty International Award                             | Los Herederos                                                 | Eugenio Polgovsky   |
| Amnesty International Besondere Erwähnung               | L’Encerlement – la démocratie dans les rets du néoliberalisme | Richard Brouillette |
| Amnesty International Besondere Erwähnung               | D’Arusha à Arusha                                             | Christophe Gargot   |
| IndieJunior-Preis                                       | O Peso das Pedras                                             | Hanne Larsen        |
| IndieJunior Besondere Erwähnung                         | Ex-E.T.                                                       | Benoit Bargeton     |
| Johnnie Walker Publikums-Preis                          | L’Encerlement – la démocratie dans les rets du néoliberalisme | Richard Brouillette |
| Johnnie Walker Publikums-Preis Bester Kurzfilm          | Visita Guiada                                                 | Tiago Hespanha      |
| IndieJunior Publikums-Preis                             | Sem Rede                                                      | Ari Kristinsson     |

- Kategorie HEROES: Jacques Nolot

### 2010
| Preise 2010                                                    | Film                                      | Regisseur             |
| -------------------------------------------------------------- | ----------------------------------------- | --------------------- |
| Großer Preis der Jury / Spielfilm                              | Go Get Some Rosemary (aka Daddy Longlegs) | Josh Safdie           |
| Verleiher-Preis der Caixa Geral de Depósitos                   | La Pivellina                              | Tizza Covi            |
| Besondere Erwähnung Schauspielleistung                         | 11’e 10 kala                              | Pelin Esmer           |
| Tobis-Preis Bester Portugiesischer Film                        | Guerra Civil                              | Pedro Caldas          |
| AIP/Kodak-Preis Beste Fotografie in einem portugiesischen Film | Sem Companhia                             | João Trabulo          |
| Kurzfilm-Preis der Inatel                                      | La Neige cache l’ombre des figuiers       | Samer Najari          |
| Kurzfilm-Preis der Inatel Besondere Erwähnung                  | La Harde                                  | Kathy Sebbah          |
| Media Recording Award Bester portugiesischer Kurzfilm          | A History of Mutual Respect               | Gabriel Abrantes      |
| Kurzfilm-Preis der Inatel                                      | Kokon                                     | Till Kleinert         |
| Besondere Erwähnung der internationalen Kurzfilm-Jury          | Fuera de cuadro                           | Márcio Laranjeira     |
| Restart Award bester portugiesischer Kurzfilm-Regisseur        | Voodoo                                    | Sandro Aguilar        |
| Fnac-Preis Neue Talente                                        | Carne                                     | Carlos Conçeição      |
| AIP-Preis Beste Fotografie in einem portugiesischen Film       | O Verão                                   | João Dias             |
| RTP2-Preis                                                     | Enterrez nos chiens                       | Frédéric Serve        |
| RTP2-Preis                                                     | Radfahrer                                 | Marc Thümmler         |
| FIPRESCI-Preis                                                 | Castro                                    | Alejo Moguillansky    |
| FIPRESCI-Preis Besondere Erwähnung                             | Au Voleur                                 | Sarah Leonor          |
| World Pulse/RTP-Preis                                          | Les arrivants                             | Claudine Bories       |
| World Pulse/RTP-Preis Besondere Erwähnung                      | Barbe Bleue                               | Jeanne Gailhoustet    |
| Amnesty International Award                                    | Les Arrivants                             | Claudine Bories       |
| Amnesty International Award Besondere Erwähnung                | Ilha da Cova da Moura                     | Rui Simões            |
| Signis-Preis                                                   | Pelas Sombras                             | Catarina Mourão       |
| Signis-Preis Besondere Erwähnung                               | Nenhum Nome                               | Gonçalo Waddington    |
| Johnnie Walker Publimuspreis Bester Film                       | Pelas Sombras                             | Catarina Mourão       |
| Johnnie Walker Publikums-Preis Bester Kurzfilm                 | Cities in Speed #4 – Bogotá Change        | Andreas Møl Dalsgaard |
| IPJ IndiJunior-Preis                                           | The Six Dollar Fifty Man                  | Louis Sutherland      |
| IPJ IndiJunior-Preis Besondere Erwähnung                       | Jacco’s Film                              | Daan Bakker           |
| IPJ IndiJunior-Preis Besondere Erwähnung                       | Plank                                     | Billy Pols            |
| Pais&Filhos-IndieJunior Publikums-Preis                        | Samâ wôzu                                 | Mamoru Hosoda         |

- Kategorie HEROES: Heddy Honigman

### 2011
| Preise 2011                                                                                              | Film                                     | Regisseur              |
| --- | ---------------------------------------- | ---------------------- |
| Großer Preis der Jury / Spielfilm                                                                        | The Ballad Of Genesis And Lady Jaye      | Marie Losier           |
| Besondere Erwähnung                                                                                      | La Bm Du Seigneur                        | Jean-Charles Hue       |
| Großer Preis der Jury / Kurzfilm                                                                         | The Story Of Elfranko Wessels            | Erik Moskowitz         |
| Besondere Erwähnung Kurzfilm                                                                             | Diane Wellington                         | Arnaud des Pallières   |
| Besondere Erwähnung Kurzfilm                                                                             | La Forêt                                 | Lionel Rupp            |
| Besondere Erwähnung Kurzfilm                                                                             | Taulukauppiaat                           | Juho Kuosmanen         |
| Verleiher-Preis                                                                                          | Morgen                                   | Marian Crisan          |
| Caixa Geral de Depósitos-Preis Bester portugiesischer Film                                               | Linha Vermelha                           | José Filipe Costa      |
| Pixel Bunker-Preis Bester Portugiesischer Kurzfilm                                                       | Alvorada Vermelha                        | João Pedro Rodrigues   |
| TAP-Preis Bester Spielfilm                                                                               | O Que Há De Novo No Amor?                | Tiago Nunes            |
| TAP-Preis Bester Dokumentarfilm                                                                          | Eden                                     | Daniel Blaufuks        |
| Restart Award Bester portugiesischer Kurzfilm-Regisseur                                                  | Liberdade                                | Gabriel Abrantes       |
| Restart Award Bester portugiesischer Kurzfilm-Regisseur                                                  | Insert                                   | Marco Martins          |
| Fnac-Preis Neue Talente                                                                                  | Homenagem A Quem Não Tem Onde Cair Morto | Patrick Mendes         |
| AIP-Preis Beste Fotografie in einem portugiesischen Film mit KODAK/LIGHT FILM/PLANAR                     | América                                  | João Nuno Pinto        |
| AIP-Preis Beste Fotografie in einem portugiesischen Film mit KODAK/LIGHT FILM/PLANAR Besondere Erwähnung | O Barão                                  | Edgar Pêra             |
| AIP-Preis Beste Fotografie in einem portugiesischen Kurzfilm                                             | Wakasa                                   | José Manuel Fernandes  |
| Signis-Preis Bester portugiesischer Film                                                                 | La Ilusión Te Queda                      | Márcio Laranjeira      |
| Signis-Preis Bester portugiesischer Film Besondere Erwähnung                                             | Swans                                    | Hugo Vieira da Silva   |
| Signis-Preis Bester Portugiesischer Film Besondere Erwähnung                                             | Os Milionários                           | Mário Gajo de Carvalho |
| World Pulse/RTP-Preis                                                                                    | I Zabydy Etot Den                        | Alina Rudnitskaya      |
| World Pulse/RTP-Preis Besondere Erwähnung                                                                | Palazzo delle Aquile                     | Ester Sparatore        |
| RTP2-Preis                                                                                               | Diane Wellington                         | Arnaud des Pallières   |
| RTP2-Preis                                                                                               | Miten Marjoja Poimitaan                  | Elina Talvensaari      |
| RTP2-Preis                                                                                               | I Don’t Blame The Beautiful Game         | Christopher Arcella    |
| RTP2-Preis                                                                                               | Nuit Blanche                             | Samuel Tilman          |
| Amnesty International Award                                                                              | Cleveland contre Wall Street             | Jean-Stéphane Bron     |
| Amnesty International Award Besondere Erwähnung                                                          | I Zabydy Etot Den                        | Alina Rudnitskaya      |
| Pepsi-Publikums-Preis Bester Spielfilm                                                                   | Cleveland contre Wall Street             | Jean-Stéphane Bron     |
| Pepsi-Publikums-Preis Bester Kurzfilm                                                                    | Paris Shanghai                           | Thomas Cailley         |
| IndieJunior-Preis                                                                                        | Min Bedste Fjende                        | Oliver Ussing          |
| IndieJunior-Preis Besondere Erwähnung                                                                    | Les Mains En L'air                       | Romain Goupil          |
| IndieJunior-Preis Besondere Erwähnung                                                                    | Cul De Bouteille                         | Jean-Claude Rozec      |
| IndieJunior Publikums-Preis                                                                              | Things You'd Better Not Mix Up           | Joost Lieuwma          |

- Kategorie HEROES: JÚLIO BRESSANE

### 2012
| Preise 2012                                                              | Film                             | Regisseur                        |
| ------------------------------------------------------------------------ | -------------------------------- | -------------------------------- |
| Großer Preis der Jury / Spielfilm                                        | Thursday till Sunday             | Dominga Sotomayor                |
| Großer Preis der Jury / Kurzfilm                                         | Juku                             | Kiro Russo                       |
| Besondere Erwähnung Kurzfilm                                             | The Great Rabbit                 | Atsushi Wada                     |
| Besondere Erwähnung Kurzfilm                                             | Praça Walt Disney                | Renata Pinheiro, Sérgio Oliveira |
| TVCine Verleiher-Preis                                                   | Summer of Giacomo                | Alessandro Comodin               |
| Bester portugiesischer Film                                              | Jesus for a Day                  | Helena Inverno, Verónica Castro  |
| Pixel Bunker-Preis Bester Portugiesischer Kurzfilm                       | Cat’s Cradle                     | Filipa Reis, João Miller Guerra  |
| Besondere Erwähnung Bester Portugiesischer Kurzfilm                      | Kali, the Little Vampire         | Regina Pessoa                    |
| TAP-Preis Bester Spielfilm                                               | All is well                      | Pocs Pascoal                     |
| TAP-Preis Bester Dokumentarfilm                                          | Your home                        | João Mário Grilo                 |
| Obvioson/Gripman/Restart Award bester portugiesischer Kurzfilm-Regisseur | Cerro Negro                      | João Salaviza                    |
| Fnac-Preis Neue Talente                                                  | Encounters with landscape (3x)   | Salomé Lamas                     |
| Árvore da Vida-Preis Bester portugiesischer Film                         | Morning Light                    | Cláudia Varejão                  |
| Árvore da Vida Bester portugiesischer Film Besondere Erwähnung           | Mupepy Munatim                   | Pedro Peralta                    |
| World Pulse/RTP-Preis                                                    | Meet the Fokkens                 | Gabriëlle Provaas, Rob Schröder  |
| RTP2-Preis                                                               | Party                            | Adrian Sitaru                    |
| RTP2-Preis                                                               | Fancy-Fair                       | Christophe Hermans               |
| RTP2-Preis                                                               | Kali, the Little Vampire         | Regina Pessoa                    |
| RTP2-Preis                                                               | Dinosaur Eggs in the Living Room | Rafael Urban                     |
| Amnesty International Award                                              | From this day to where           | Mathias Eriksen, Matias Rygh     |
| Amnesty International Award Besondere Erwähnung                          | Bon voyages                      | Fabio Friedli                    |
| Amnesty International Award Besondere Erwähnung                          | Meet the Fokkesn                 | Gabriëlle Provaas, Rob Schröder  |
| Publikums-Preis Bester Spielfilm                                         | Whore’s Glory                    | Michael Glawogger                |
| Publikums-Preis Bester Kurzfilm                                          | Retour à Mandima                 | Robert-Jan Lacombe               |
| IndieJunior-Preis                                                        | The Dog and the Key              | Hee Jung Kim                     |

- Kategorie HEROES: –